# Daihatsu Sirion
Daihatsu Sirion er en minibil fra den japanske bilfabrikant Daihatsu. Modellen kom på markedet i foråret 1998.
Både den første og den anden modelgeneration er udelukkende blevet produceret på fabrikken i Ikeda.
Den første generation, som kom på markedet i april 1998, var en søstermodel til Daihatsu Storia. Modellen fik i december 2001 et facelift med nyt design. De to efterfølgende generationer er identiske med den tidssvarende Daihatsu Boon.
Mellem september 2007 og september 2011 blev Sirion til visse europæiske lande produceret hos Magyar Suzuki i Esztergom, Ungarn sammen med søstermodellen Subaru Justy.
I Indonesien begyndte produktionen derimod først året efter, hvor Astra Daihatsu Motor begyndte at bygge modellen til det lokale marked på deres fabrik i Jakarta. I modsætning til i Europa afsluttede man allerede produktionen i maj, da man allerede i juli skulle importere de første eksemplarer af tredje generation. I modsætning til de to foregående modelgenerationer var tredje generation bygget i samarbejde med den malaysiske bilfabrikant Perodua. Modellen bygges i Serendah sammen med den identiske Perodua Myvi og markedsføres i øjeblikket kun i Indonesien. Udenfor Indonesien er den anden modelgeneration stadigvæk aktuel.

## Overblik over de enkelte generationer
- Daihatsu Sirion (type M100)
4/1998−7/2004
- Daihatsu Sirion (type M300)
8/2004−
- Daihatsu Sirion (type M600)
7/2011−